# Karol Gotfryd Woide
Karol Gotfryd Woyde (Woide) (niem. Karl Gottfried Woide; ur. 4 lipca 1725, zm. 9 maja 1790), znany także w Anglii jako Charles Godfrey Woide, był pastorem ewangelicko-reformowanym w Polsce i w Anglii, orientalistą, biblistą i bibliotekarzem British Museum.

## Pochodzenie i wykształcenie
Urodził się w rodzinie mieszczan leszczyńskich: jego dziadek, Piotr Woide był absolwentem Uniwersytetu Viadrina, burmistrzem Leszna i seniorem świeckim miejscowej parafii ewangelicko-reformowanej. Ojciec Karola, Marcin Teofil (zm. 1732) był także absolwentem Viadriny i rajcą miejskim. Miał starszego brata Chrystiana Teofila Woyde, później nauczyciela w gimnazjum w Głogowie.
Był absolwentem gimnazjum braci czeskich w Lesznie i 1745 rozpoczął studia na Viadrinie mające przygotować go do urzędu pastora. Jego nauczycielem był m.in. Paweł Ernest Jabłoński, syn Daniela Ernesta Jabłońskiego (1660-1754). Już wtedy zainteresował się starożytnymi językami biblijnymi. Jego postępy w nauce były tak duże, że Jednota Wielkopolska pozwoliła mu na studia na Uniwersytecie w Lejdzie w 1747 roku. W 1750 r. dokonał transkrypcji manuskryptu Leksykonu Ægyptiaco-Latinum Mathurina Veyssière de La Croze w Lejdzie, który zawierał słowa sahidowskie Christiana Scholtza. Woide nauczył się języka koptyjskiego i stał się jego ekspertem. W 1750 roku po ukończeniu studiów i pod naciskiem Jednoty Wielkopolskiej wrócił do Rzeczypospolitej.

## Praca duszpasterska i kwestorska
W grudniu 1750 roku został ordynowany na diakona, w 27 października 1751 roku na pastora w Lesznie. Początkowo był tzw. II pastorem w Lesznie, a od 1760 roku I pastorem tej parafii. Starania ewangelików w Rzeczypospolitej o przywrócenie im praw cywilnych i religijnych oraz sieć jego znajomości w Niderlandach, doprowadziły do tego, że wiosną 1765 został skierowany oficjalnie jako kwestor, a nieoficjalnie jako reprezentant polskich ewangelików do Niderlandów i Wielkiej Brytanii, gdzie przybył latem 1766 roku i występował jako oficjalny delegat Konfederacji Toruńskiej. Od 1768 roku starał się bez powodzenia o zwolnienie z funkcji pastora w Lesznie, chcąc osiąść na stałe w Anglii. W 1770 roku został pastorem niemieckiego kościoła reformowanego w Savoy Chapel oraz holenderskiej kaplicy reformowanej w Pałacu św. Jakuba w Londynie. Przy tej okazji został anglikańskim duchownym przyjmując ponowną ordynację z rąk biskupa: 19 sierpnia na diakona i 24 sierpnia 1770 na pastora. Jednota zaakceptowała jego decyzję dopiero w 1776 roku, kiedy ogłosiła wakat na funkcji I pastora w Lesznie.

## Kariera orientalisty
Woide zamieszkał w Wielkiej Brytanii do swojej śmierci w 1790 r., pracując początkowo jako duchowny.
Od 1782 roku został bibliotekarzem w British Museum, najpierw w Dziale Historii Naturalnej, a następnie w Dziale Książek Drukowanych, gdzie kieruje rękopisami orientalnymi. Był jednym z pierwszych uczonych, którzy pracowali nad egipskimi tekstami sahidyjskimi. Zbadał Codex Alexandrinus i opublikował tekst Nowego Testamentu z tego kodeksu w 1786 roku, który prezentował osobiście królowi Jerzemu III.
Woide opisał w 1782 roku CP Moritza jako mieszkającego „niedaleko Paddington, w bardzo zdrowej dzielnicy na obrzeżach miasta, gdzie oddycha czystszym i świeższym powietrzem niż w mieście. Chociaż jest dobrze znany jako uczony autorytet w zakresie języków orientalnych, niemniej jednak jest człowiekiem towarzyskim i światowym.”
Woide posiadał kilka kartek grecko-koptyjskiego manuskryptu z Nowego Testamentu, znanego jako Fragmentum Woideanum. Te obejmują część Księgi Łukasza. Woide zasugerował, że fragment powstał w VII wieku. Karty należą do Uncial 070, a pozostałe karty tego rękopisu są przechowywane w różnych miejscach.

## Życie osobiste i dziedzictwo
Woide studiował we Frankfurcie nad Odrą i Leiden, a także uzyskał doktorat z teologii na Uniwersytecie w Kopenhadze. Został wybrany członkiem Towarzystwa Królewskiego w 1785 r., Utworzony przez DCL na Uniwersytecie Oksfordzkim w 1786 r. I mianowany członkiem wielu stowarzyszeń zagranicznych. Żonaty, miał dwie córki które dożyły dorosłego wieku. Podczas rozmowy w domu Sir Josepha Banksa w 1790 roku dostał udaru, zmarł w swoich pokojach w British Museum.

## Dzieła
- Lexicon Ægyptiaco-Latinum, 1775.
- Grammatica aegyptiaca utriusque dialecti (1778)
- Novum Testamentum Graecum e codice ms. alexandrino, Londyn 1786.
- Dodatek ad editionem Novi Testamenti graeci… in qua continentur fragmenta Novi Testamenti juxta interpretem dialecti superioris Aegypti quae thebaica vel sahidica appellatur, Oxford 1799.